# Automobilismus
Automobilismus je souhrnné označení pro systém integrující činnosti související s provozováním automobilů různého typu. Jedná se o obecně využívaný termín, v některých případech především sociologové mluví například i o automobilové kultuře. O člověku provozujícím automobil (typicky osobní) se může mluvit jako o automobilistovi, což je termín částečně se překrývající s pojmem řidič.

## Společenské souvislosti automobilismu
Pojmu automobilismus se často využívá v kontextu potřeby zdůraznit sociální působení provozování automobilů. Dopady automobilismu pro fungování lidských společností byly ve 20. i 21. století zásadní, především v souvislosti s vytvářením pracovních míst v rozvětvených dodavatelských řetězcích v rámci automobilového průmyslu, výstavby a údržby infrastruktury a obecně s formováním ekonomického fungování společností.
Produkce a provozování automobilů a související infrastruktury současně spotřebovává značnou část vytěžených nerostných surovin, druhotných produktů i vyrobené energie. Zásadní je v tomto kontextu role ropy a geopolitické aspekty kontroly její těžby a zpracování. Vedle základní výroby a provozu existují rozsáhlé části ekonomiky věnující se prodeji automobilů, přeprodávání starých aut, exportu a importu, opravám, pojišťovnictví, asistenci na cestách, čištění vozidel, půjčování automobilů, výrobě navigačních systémů, montážím zabezpečení či hledání odcizených vozidel.
Existence automobilismu také zásadně ovlivňuje podobu uspořádání lidských sídel i krajiny jako celku. V průměru zhruba polovina plochy evropských měst je věnována infrastruktuře pro automobily. Značná část veřejných prostředků směřuje do budování a údržby této infrastruktury, ale současně je i velká část těchto prostředků získávána prostřednictvím výnosů z různých typů zdanění výroby a provozu automobilů.
S automobilismem souvisí také velká část emisí skleníkových plynů. V některých případech je největším producentem oxidu uhličitého už samotné provozování automobilů (USA cca od roku 2017), v některých případech tomu tak může být při počítání kumulace emisí z výroby a následného provozu automobilů.
Specifický typ mobility umožněný automobilem s sebou nese také množství společenských aktivit, které by byly bez automobilu nemyslitelné. Mezi tyto aktivity patří například autokina, drive-through fastfoody, automobilový tuning, automobilové závody, seznamování a sex v automobilu, využívání dovážkových služeb, automobilové sběratelství či autosalony, ale v širším smyslu i dojíždění do města ze suburbií, nakupování v obchodních centrech umístěných mimo obydlené oblasti, multimodální dojíždění s využitím parkovišť P+R a mnohé další.
Některé z nich se pak mohou stávat i určujícími znaky odlišujícími určité skupiny lidí či regiony od jiných. Je pak možné mluvit i o lokálních formách automobilové kultury – často je zmiňovaná například americká automobilová kultura, ale je možné mluvit například i o japonské automobilové kultuře, gruzínské automobilové kultuře atp.

## Instituce související s automobilismem v Česku
Fungování automobilismu v jednotlivých zemích závisí do značné míry na zaštítění formálními institucemi, které zajišťují koordinaci a standardizaci výstavby a údržby fyzické infrastruktury, standardizaci, registraci a kontrolu produkce a provozování automobilů a ustavování a vymáhání pravidel silničního provozu. Další rolí těchto organizací je zájmový lobbying, popularizace automobilismu atp. V České republice se jedná především o Ministerstvo dopravy, značná část jehož agendy souvisí s automobilismem, Ředitelství silnic a dálnic spravující celostátně fungující síť, Policie ČR v roli zásadního orgánu určujícícho podobu infrastruktury a vymáhání pravidel silničního provozu, Ústřední automotoklub v roli zájmové organizace, množství jednotlivých silničních správních úřadů a další.

## Metriky související s automobilismem v Česku
V rámci uvažování o podobách rozvoje automobilismu se využívá řada různých parametrů - jedná se především o stupeň automobilizace a stupeň motorizace. Dalšími důležitými sledovanými parametry jsou například intenzity dopravy na dané komunikaci, produkce a prodej automobilů v daném časovém období, průměrné stáří provozovaných automobilů a podobně.